# Седьмая жертва (роман, 1999)
Седьма́я же́ртва — детективный роман Александры Марининой, вышедший в 1999 году. Первоначальный тираж составил 250000 экземпляров.

## Сюжет
Во время телемоста с участием Насти Каменской и Тани Образцовой над головами зрителей взмывает плакат угрожающего содержания. Однако неясно, кому именно адресованы угрозы, Насте или Тане.
А со следующего дня в городе появляются трупы деклассированных людей, и неизменным атрибутом этих убийств становится фарфоровая рыбка с маленьким пупсиком, засунутым к рыбке в пасть. В результате выясняется, что убийца - вполне благополучный человек, учёный, который хочет быть приговоренным к расстрелу за свои преступления. Для него это было бы «идеальным» самоубийством (этот человек в 10-летнем возрасте увидел свою мать зверски убитой и всю последующую жизнь думал о смерти). Кульминация книги в послесловии, читатель узнает, что в стране был принят мораторий на смертную казнь, и преступник приговорен к длительному лишению свободы.

## Отзывы и критика
Обозреватель «Независимой газеты» Ксения Рагозина комментирует отсылку к известному фильму Дэвида Финчера «Семь»: «Герои фильма отправлялись в библиотеку, чтобы понять смысл посланий убийцы. У нас ограничилось разговорами и видеокассетами. Российский убийца был проще и в отличие от американского не был мистической фигурой. Философия — тоже проще.».
Ирина Савкина, исследующая развитие образа Насти Каменской, отмечает, что «через страхи и травмы, опыт взросления/старения Настя обретает себя … и это оказывается возвратом в хорошо известные границы „женской сущности“: …она становится нежной и страстной женой („Призрак музыки“), „матерью“ (история со щенком как „суррогатным ребёнком“ в „Седьмой жертве“), хозяйкой и кулинаркой».
Обозреватель «Русского Журнала» отмечает привязку к актуальности: «в результате августовского кризиса у Чистякова „зависло“ в Инкомбанке $42000», сюжетную связь с предыдущими романами (в данном случае с «Иллюзией греха»), «полный комплект любимых героев», но в целом считает книгу «достаточно угадываемой и однообразной».
Андрей Родионов считает, что «роман „Седьмая жертва“ несомненно можно отнести к удачам» — в отличие от некоторых других романов Марининой.

## Экранизация
Роман «Седьмая жертва» был экранизирован режиссёром Юрием Морозом в третьем сезоне телесериала «Каменская».